# Невада (Тексас)
Невада (енгл. Nevada) град је у америчкој савезној држави Тексас. По попису становништва из 2010. у њему је живело 822 становника.

## Демографија
Према попису становништва из 2010. у граду је живело 822 становника, што је 259 (46,0%) становника више него 2000. године.
| Група             | 2000.       | 2010.       |
| Белци             | 483 (85,8%) | 710 (86,4%) |
| Афроамериканци    | 31 (5,5%)   | 23 (2,8%)   |
| Азијати           | 3 (0,5%)    | 5 (0,6%)    |
| Хиспаноамериканци | 37 (6,6%)   | 74 (9,0%)   |
| Укупно            | 563         | 822         |